# Battlefield (singel Jordin Sparks)
"Battlefield" – to utwór, a zarazem pierwszy singel amerykańskiej piosenkarki Jordin Sparks z jej drugiego studyjnego albumu zatytułowanego Battlefield. Singel został wydany 12 maja 2009 roku w formie downloadu na iTunes, a premiera albumu zaplanowana jest na koniec lipca. Artystka wykonała utwór na żywo w programie American Idol 13 maja 2009 roku. Fizyczne wydanie krążka ogłoszono na lipiec 2009.

## Wykonania utworu
Sparks pojawiła się w programie American Idol 13 maja 2009 roku i wykonała skróconą wersję utworu razem z Ryanem Tedderem. 24 maja 2009 roku artystka udała się do Europy wraz ze swoim bratem, PJ'em, aby rozpocząć promocję singla. Piosenkarka wykonywała także utwór wraz z Jonas Brothers podczas koncertów w ramach ich trasy koncertowej.

## Teledysk
Wideoklip do piosenki został wyreżyserowany przez Philipa Andelmana w Los Angeles, jeszcze przed występem Jordin w programie American Idol. Andelman ma za sobą pracę przy teledyskach m.in. Beyoncé Knowles, Jesse'ego McCartneya czy Braci Jonas. Produkcja klipu odbywała się w dniach 13-14 maja 2009 roku. Ekipie Entertainment Tonight udało się dostać za kulisy teledysku oraz przeprowadzić krótki wywiad z Jordin na temat finalistów 8. edycji amerykańskiego Idola. Premiera klipu miała miejsce w MTV dnia 8 czerwca 2009 roku. Stacja następnie odtwarzała teledysk z dużą częstotliwością, mniej więcej co godzinę.
W klipie Sparks występuje w dwóch charakteryzacjach – w czarnej sukni wieczorowej oraz w białej. W pierwszej scenie artystka śpiewa siedząc za kierownicą czarnego samochodu sportowego, a następnie kilka scen przedstawia ją leżącą na trawie. W innej scenie z kolei Jordin wysiada z auta i spaceruje polaną śpiewając. Następnie rozpoczynają się sceny nocne: piosenkarka porusza się we mgle, a dokoła niej odpalone zostają fajerwerki.

## Notowania i certyfikaty
| Notowanie (2009)          | Pozycja | Certyfikaty     | Sprzedaż |
| ------------------------- | ------- | --------------- | -------- |
| Australian Singles Chart  | 4       | Platynowa płyta | 70,000   |
| Canadian Hot 100          | 5       |                 |          |
| New Zealand Singles Chart | 8       | Złota płyta     | 7,500    |
| UK Singles Chart          | 11      | Srebrna płyta   | 200,000  |
| U.S. Billboard Hot 100    | 10      |                 | 186,024  |
| U.S. Billboard Pop 100    | 11      |                 | 186,024  |

- Adnotacja: Utwór zadebiutował na 32. pozycji na liście Billboard Hot 100 zostając tym samym drugim najwyżej debiutującym utworem piosenkarki w tym notowaniu po "This Is My Now", który zadebiutował na miejscu 15.
- Adnotacja: 14 czerwca 2009 roku utwór zadebiutował na 21. miejscu UK Singles Chart zostając najwyżej debiutującym utworem artystki w tym notowaniu.

## Historia wydania
| Region             | Data            | Format           | Wytwórnia                   |
| ------------------ | --------------- | ---------------- | --------------------------- |
| / Ameryka Północna | 12 maja 2009    | digital download | Jive Records, Zomba Records |
| Australia          | 18 maja 2009    | digital download | Jive Records, Zomba Records |
| Europa             | 18 maja 2009    | digital download | RCA Records, Sony Music     |
| / Ameryka Północna | 25 maja 2009    | Airplay          | Jive Records, Zomba Records |
| Europa             | 25 maja 2009    | Airplay          | RCA Records, Sony Music     |
| Wielka Brytania    | 29 czerwca 2009 | singel CD        | RCA Records, Sony Music     |
| Niemcy             | 3 lipca 2009    | singel CD        | Zomba Records, Sony Music   |